# Johannes Lippmann
Johannes Christoph Daniel Lippmann (* 14. Januar 1858 in Offenbach am Main; † 8. Februar 1935 in Darmstadt) war ein deutscher Maler und Lithograf.

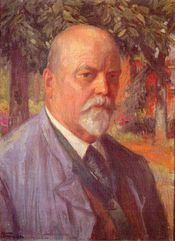
Selbstbildnis

## Leben und Wirken
Lippmann war der Sohn des Damenschneiders in Offenbach am Main Christian Lippmann (1828–1877) und dessen Ehefrau Marie geborene Knorr (1826–1875).
Seine Lehrjahre als Lithograf, seinem späteren Brotberuf, verbrachte er an den Technischen Lehranstalten (heute Hochschule für Gestaltung Offenbach), im Atelier von Ferdinand Karl Klimsch und am Städelschen Kunstinstitut in Frankfurt am Main. Studien in Zeichnung und Entwürfen betrieb er in Dresden und München bei Paul Schulze-Naumburg.
1880–1908 war er Künstlerischer Leiter der lithografischen Kunstanstalt und Druckerei Friedrich Schoembs in Offenbach und auch deren Teilhaber. 1882 heiratete er Frieda Schoembs, mit der er zwei Söhne hatte; der ältere, Karl Friedrich Lippmann (1883–1957), wurde als Landschafts-, Figuren- und Blumenmaler bekannt.

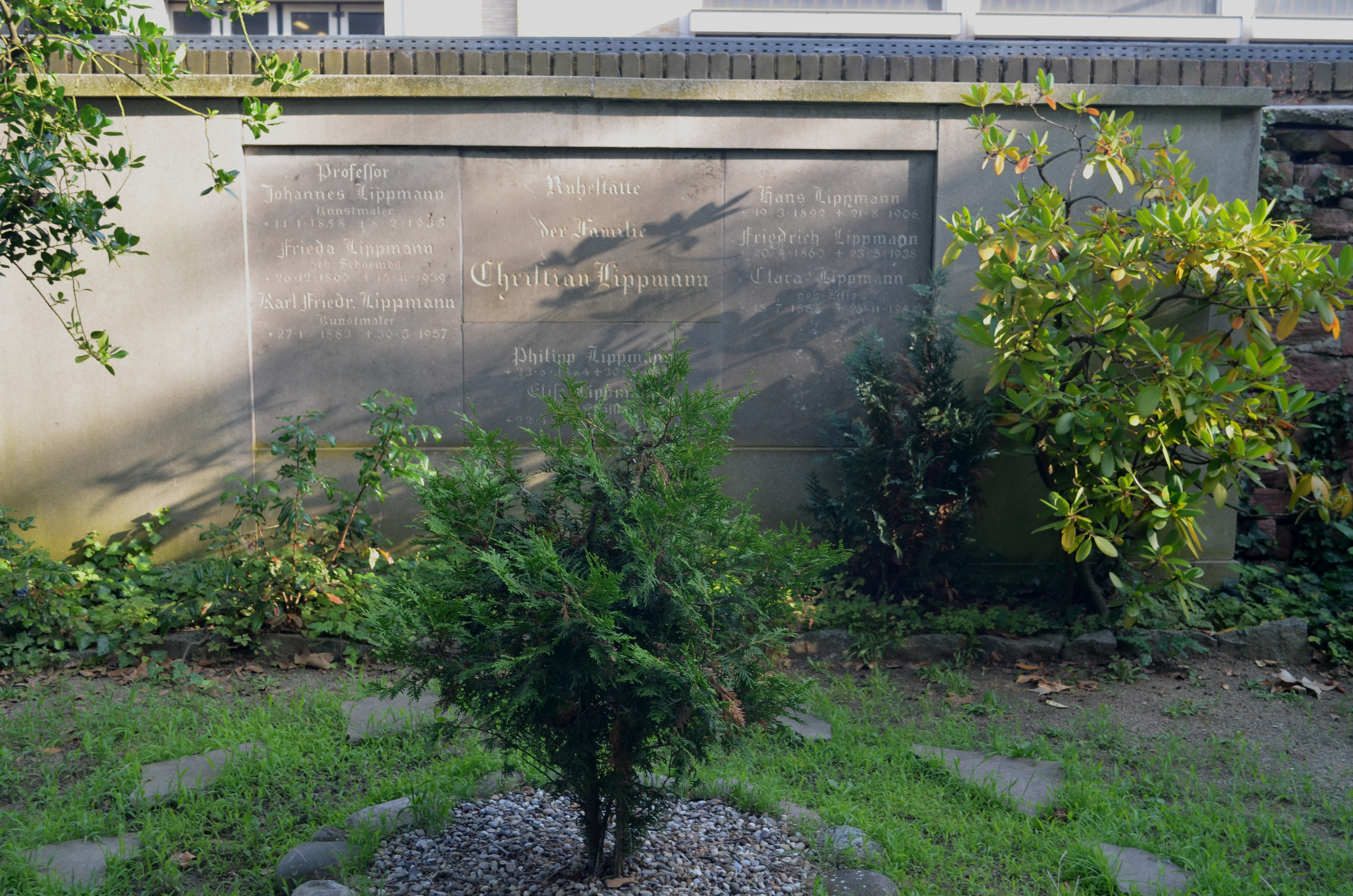
Grab von Lippmann auf dem Alten Friedhof in Offenbach

1908 übersiedelte er nach Lichtenberg in ein eigenes Haus und lebte dort als freischaffender Künstler. Hatte er sich als Landschaftsmaler bereits einen Namen gemacht, so rückte nun der Mensch, insbesondere der arbeitende Mensch, und das Porträtieren in den Mittelpunkt seiner Malerei. 1928 veranstaltete zu seinem 70. Geburtstag der Kunstverein Darmstadt eine umfassende Kollektivausstellung. Er ist auf dem Alten Friedhof in Offenbach begraben.

## Werk
Lippmann malte hauptsächlich Ölbilder, hielt er vor allem Odenwälder Menschen und Landschaften fest, so dass er mit dem Titel „Maler des Odenwaldes und seiner Menschen“ belehnt wurde. 1933 wurde zu seinem 75. Geburtstag eine große Ausstellung in der Darmstädter Kunsthalle präsentiert. Er liegt auf dem Alten Friedhof in Offenbach begraben. Er unterwarf sich nicht modernen Strömungen und problematisierte nicht in seinem Werk, sondern verwirklichte einen schlichten, von intensiver Wahrnehmung in der Natur zeugenden Realismus. Sein Werk ist in diesem Sinne nicht aufregend, vielleicht deswegen gewissermaßen zeitlos.
Lippmann war Mitglied im Deutschen Künstlerbund.
Werke (Auswahl)
- An der Töpferscheibe, Öl auf Leinwand, 1904
- Zwei Gartenarbeiter, 1905
- Bauer auf dem Feld, Öl, 1906
- Bildnis einer Bäuerin, Pastell, 1920
- Gefallenen-Ehrenmal in der evangelisch-lutherischen Kirche Niedernhausen, 1925 (1959 bei Umgestaltung Entfernung der Bildtafeln „Frau und Kind“ und „Soldat“, 2005 Wiederaufhängung)
- Mutter mit Kind, Öl auf Leinwand
- Mohn- und Malvenstrauß, Aquarell
- Böschung nitt Sommerblumen (Blühende Böschung), Öl auf Karton
- Das vollbrachte Tagwerk, Öl auf Karton
- Pflügender Bauer, Öl auf Leinwand
- Kartoffelernte
- Wirt in der Apfelweinwirtschaft mit Gast, Öl auf Leinwand
- Nach der Kornernte, Öl auf Leinwand
- Sechs Arbeiter in einer Schmiede[2]

Das Museum Schloss Lichtenberg besitzt mehr als 80 Werke von Lippmann.

## Ehrungen
- 1915 Ernennung zum Professor durch Großherzog Ernst Ludwig von Hessen und bei Rhein
- 1928 Ehrenbürger der Gemeinde Lichtenberg
- 1929 Ehrenmitglied des Gesamt-Odenwaldklubs
- 1930 Georg-Büchner-Preis (reiner Literaturpreis erst ab 1951)
- 1959 „Lippmannstraße“ in Darmstadt

## Gedächtnisausstellungen
- 1935 in Darmstadt (April) und Offenbach am Main
- 1958 in der Offenbacher „Loge Carl und Charlotte zur Treue“ und im Museum Schloss Lichtenberg
- 1973 im Museum Schloss Lichtenberg
- 1985 zum 50. Todestag ebenfalls im Museum Schloss Lichtenberg; dort sind Werke von ihm auch in einer Dauerausstellung im Kaisersaal zu sehen.
- 2004 Der Maler und Zeichner Johannes Lippmann – Neuerwerbungen, Museum Schloss Lichtenberg
- 2005 im Freilichtmuseum Hessenpark Neu-Anspach
- 2008 im Museum Schloss Lichtenberg